# Юриця Вучко
Юриця Вучко (хорв. Jurica Vučko, нар. 8 жовтня 1976, Спліт) — хорватський футболіст, що грав на позиції нападника та флангового півзахисника.
Виступав, зокрема, за клуби «Хайдук» (Спліт) та «Алавес», а також національну збірну Хорватії.

## Клубна кар'єра
Вучко народився в Спліті, де він здійснив перші футбольні кроки у футболі в клубі «Хайдук» (Спліт). Він прийшов у першу команду «Хайдука» в 1995 році і дебютував у вищому дивізіоні наступного року. У 5 матчах у його першому сезоні 1995/96 він забив 3 голи. Завдяки цьому в сезоні 1996/97 молодий Вучко став основним гравцем команди «Хайдука». Клуб став другим, а Вучко з 15 голами на рахунку був найкращим бомбардиром команди зі Спліту. У сезоні 1999/00 він досяг єдиного успіху з «Хайдуком» — виграв хорватський Кубок. Загалом у рідній команді провів п'ять сезонів, взявши участь у 104 матчах чемпіонату і був одним з головних бомбардирів команди, маючи середню результативність на рівні 0,36 голу за гру першості.
Своєю грою за цю команду привернув увагу представників тренерського штабу іспанського «Алавеса», до складу якого приєднався влітку 2000 року. В «Алавесі» він боровся за місце в нападі з такими гравцями, як Хаві Морено та Іван Алонсо. Команда зайняла десяте місце в Ла Лізі, а хорватський форвард забив 3 голи за 11 матчів. У наступному сезоні Юриця також не став основним, тому перед сезоном 2002/03 був відданий в оренду в «Саламанку». У команді з Саламанки він забив три голи у 12 матчах Сегунди. Після сезону Вучко повернувся до «Алавесу», який щойно вилетів з Ла Ліги, де провів ще один сезон.
Влітку 2004 року Юриця перейшов у іншу команду з другого дивізіону Іспанії «Полідепортіво». Протягом двох років, що він провів у цьому клубі, Юриця забив 5 м'ячів у 35 матчах у Сегунді, а влітку 2006 року вирішив повернутися в «Хайдук».
Завершив професійну ігрову кар'єру у китайському клубі «Тяньцзінь Теда», за команду якого виступав протягом 2007 року у Суперлізі.

## Виступи за збірну
10 жовтня 1998 року дебютував в офіційних матчах у складі національної збірної Хорватії у відбірковій грі на Євро-2000 проти Мальти (4:1). Потім він випав з команди майже на півтора року і повернувся до неї в 2000 році, зігравши 2 товариські матчі — 23 лютого з Іспанією (0: 0) та 28 травня з Францією (0:2). Після цього він зіграв тільки ще один раз у збірній — 26 червня 2001 року, в матчі проти Сан-Марино (4:1) у кваліфікації на ЧС-2002.

## Досягнення
- Володар Кубка Хорватії (1):

Хайдук (Спліт): 1999–00